# Muhammad ibn al Uthaymeen
Muhammad ibn Saalih al-Uthaymeen (Unayzah 1925-2001) was een van de meest belangrijke soennitische geleerden in Saoedi-Arabië. 
Hij studeerde bij Islamitische geleerden als Sjeik Abd ar-Rahmaan ibn Naasir as-Saa'di, Sjeik Muhammad Ameen ash-Shanqeeti en Abdul Aziz bin Baaz.

## Zijn werken
Mohammed ibn Saalih al-Uthaymeen zijn bekendste werken zijn o.a.:

### Tafsir
- Tafsir Ayat al-Kursi
- Tafsir Juz Amma
- Tafsir Surah al-Baqarah
- Tafsir Surah al-Kahf

### Hadith
- Kitab al-Ilm
- Sharh Riyadh as-Saaliheen
- Mustalahah Hadeeth

### Aqidah
- Aqeedah Ahlus-Sunnah wal-Jamaa'ah
- Qawaa'id Muthla fi Sifaati Allah wa Asmaa'ihil Husna
- Qawl Mufiid ala Kitab al-Tawhid
- Sharh al-Aqeedat Al-Hamawiyyah
- Sharh al-Aqeedat Al-Waasittiyah
- Sharh Kashf ash-Shubuhaat
- Sharh Lum'at al-I'tiqad
- Sharh Usool al-Iman (link naar de Engelse vertaling)
  - Sharh Usool al-Thalaathah (link naar de Engelse vertaling)

### Fiqh
- Fataawa Arkan Islam
- Majmoo' al-Fataawa
- Ash-Sharh al-Mumti, an explanation of Zaad al-Mustaqni'
- Umdat al-Ahkam